# Stawiacze min typu Hämeenmaa
Stawiacze min typu Hämeenmaa – fińskie stawiacze min, które weszły do służby w 1992 roku. Zbudowano w Finlandii dwie jednostki tego typu. Stanowią uniwersalne okręty, służące także do celów transportowych.

## Historia
Marynarka Finlandii (Merivoimat) od początku istnienia przywiązywała istotną wagę do broni minowej, pozwalającej na niwelowanie swobody operacyjnej silniejszych flot w obronie wybrzeża kraju. Budowa nowych stawiaczy min, które miały zastąpić w służbie mniejszy okręt tej klasy „Keihassalmi”, została zatwierdzona we wrześniu 1988 roku. Projekt jednostek był rozwinięciem zbudowanego wcześniej stawiacza min „Pohjanmaa”. Zrezygnowano z silnego uzbrojenia artyleryjskiego w postaci armaty kalibru 120 mm, za to okręty uczyniono bardziej uniwersalnymi – dzięki otwieranym furtom i rampom na dziobie i rufie mogą pełnić rolę transportowców, zamiast przenoszenia min. Podobnie jak poprzedni typ, mogą także poszukiwać i zwalczać okręty podwodne, dzięki sonarowi i uzbrojeniu w klasyczne i rakietowe bomby głębinowe. Okręty przystosowano do działania na przybrzeżnych płytkich wodach wokół Finlandii. Z uwagi na stosunkowo długi okres zalodzenia tych akwenów okręty otrzymały wzmocnienia lodowe umożliwiające działanie przez cały rok. Na jednostkach zastosowano także po raz pierwszy w Finlandii rozwiązania konstrukcyjne utrudniające wykrycie ich przez przeciwnika, m.in. zrezygnowano z komina na rzecz wylotu spalin przez otwory w burtach tuż nad linią wodną. W czasie pokoju okręty pełnią głównie funkcje transportowe, logistyczne i eskortowe. Są one największymi okrętami Finlandii od lat 90. XX wieku.

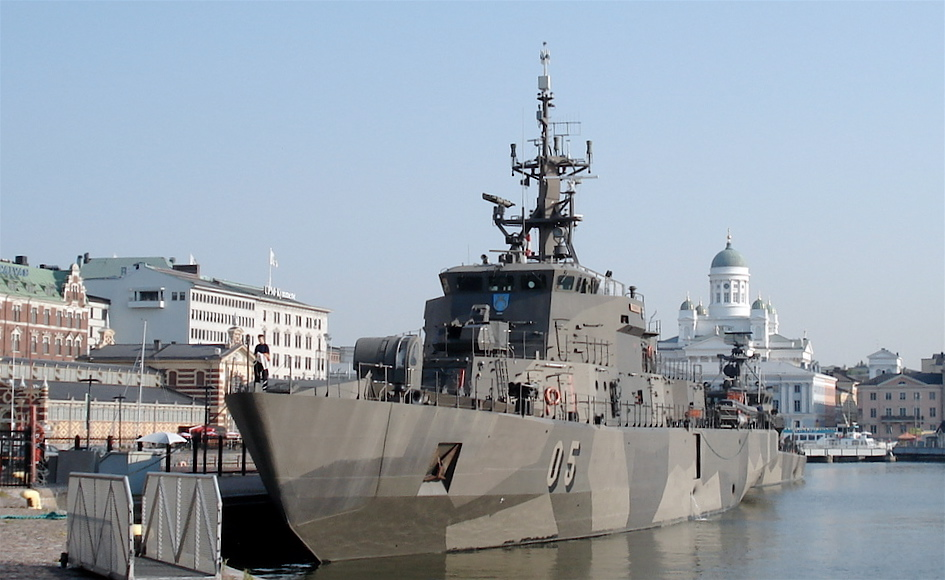
„Uusimaa” w pierwotnej postaci

Zamówienie na pierwszą jednostkę serii zostało złożone 7 września 1988 roku w helsińskiej stoczni Wärtsilä. Po bankructwie tej stoczni, budowa ostatecznie prowadzona była w firmie Finnyards z Raumy, z którą podpisano umowę 29 grudnia 1989 roku. Położenie stępki pod „Hämeenmaa” nastąpiło 2 kwietnia 1991 roku, wodowanie nastąpiło 11 listopada 1991 roku, a wejście do służby 15 kwietnia 1992 roku. Drugi okręt „Uusimaa” zamówiono w tej samej stoczni 13 lutego 1991 roku.
W latach 2006–07 okręty poddano modernizacji, w wyniku której przystosowano je do uczestniczenia w misjach międzynarodowych. Zmodernizowano także uzbrojenie, system kierowania ogniem, radar, sonar. Podczas modernizacji na okrętach zainstalowano wyrzutnie pocisków przeciwlotniczych Umkhonto. Modernizację prowadzono w stoczni Aker Shipyards, a okręty ponownie uzyskały status operacyjny w 2008 roku.

## Okręty
| Nazwa     | Nr burt. | Położenie stępki  | Wodowanie         | Wejście do służby |
| --------- | -------- | ----------------- | ----------------- | ----------------- |
| Hämeenmaa | 02       | 2 kwietnia 1991   | 11 listopada 1991 | 15 kwietnia 1992  |
| Uusimaa   | 05       | 12 listopada 1991 | czerwiec 1992     | 2 grudnia 1992    |

## Opis

### Architektura i kadłub

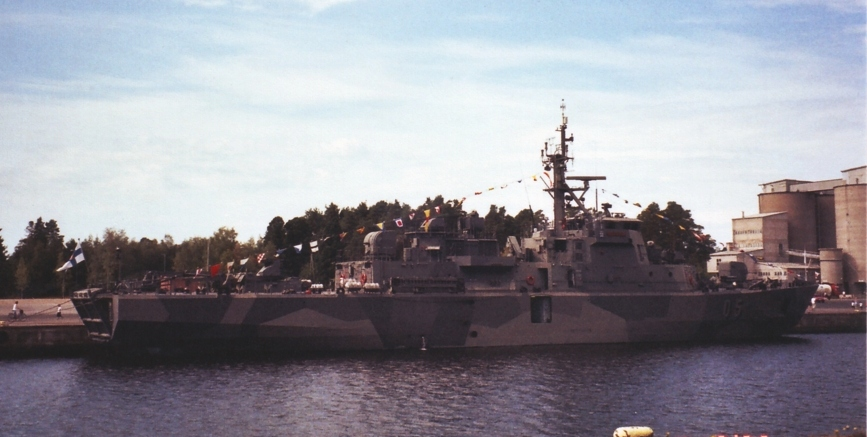
„Uusimaa” w pierwotnej postaci

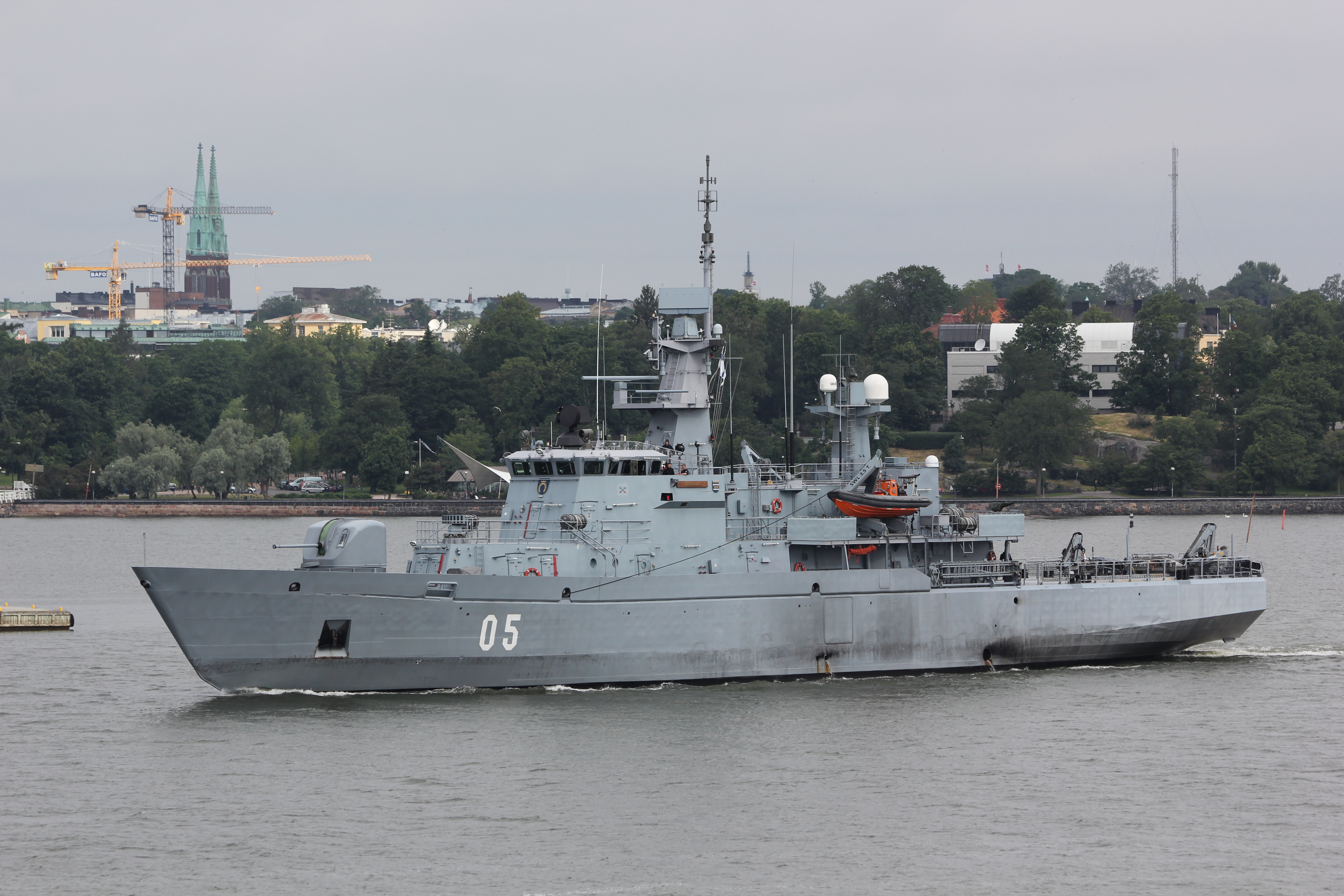
„Uusimaa” po modernizacji

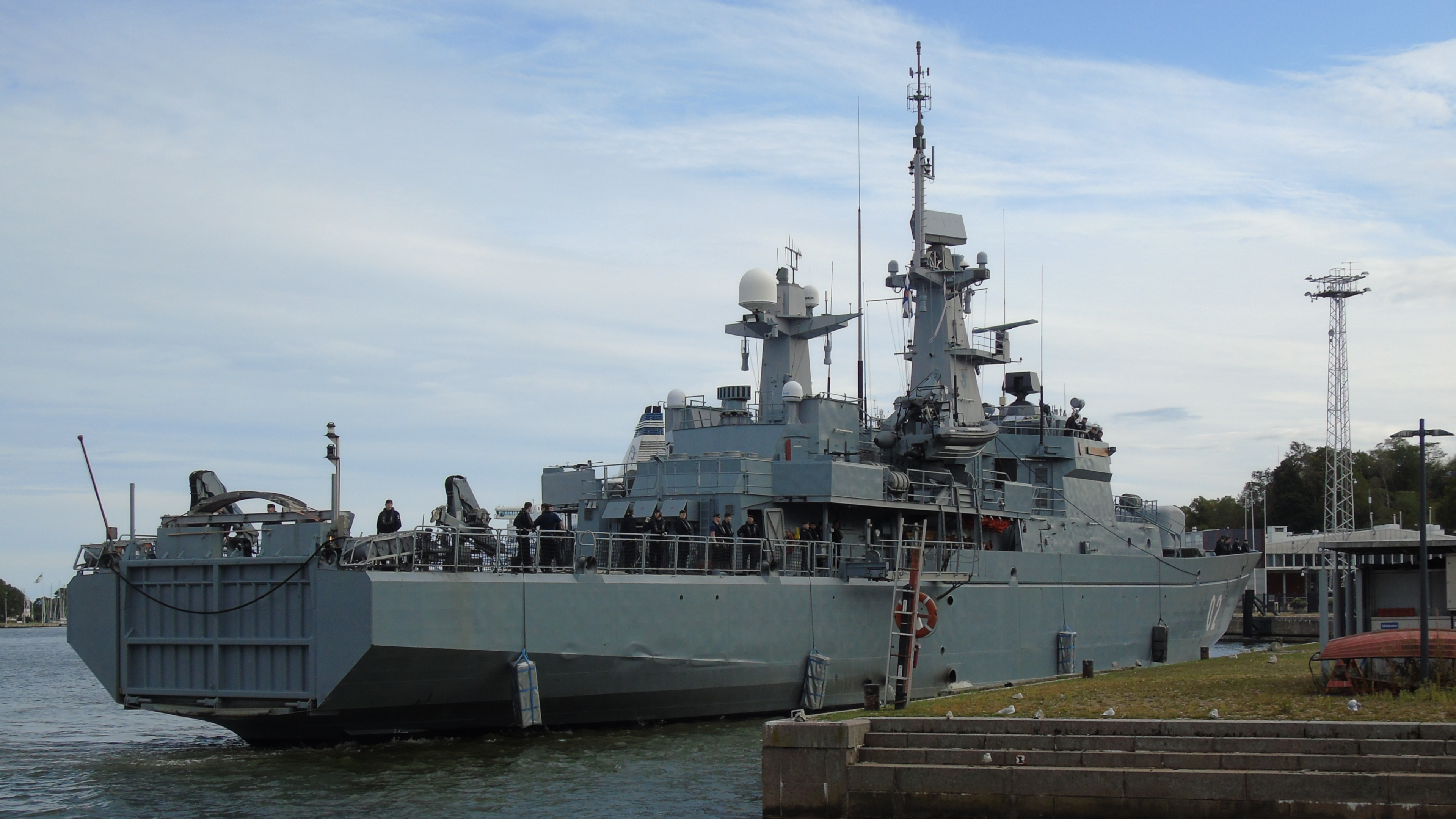
„Hämeenmaa” po modernizacji od rufy

Okręty mają gładkopokładowy kadłub z niewielkim wzniosem pokładu na dziobie. Dziobnica jest silnie wychylona, typu lodołamacza, o kształcie przystosowanym do łamania lodu. W pawężowej rufie znajduje się rampa ładunkowa. Również dziób tworzyła otwierana do góry furta, wyposażona w rozkładaną rampę ładunkową, a dodatkowo w połowie długości burt znajdują się furty ładunkowe dla załadunku z nabrzeża. Podczas modernizacji w latach 2006–07 zlikwidowano otwieraną furtę dziobową i zaspawano dziób na stałe. Na pokładzie dziobowym znajduje się wieża armaty przeciwlotniczej, dalej śródokręcie zajmowała długa grupa nadbudówek z zakrytym pomostem nawigacyjnym i znajdującym się za nim pojedynczym trójnożnym masztem. Podczas modernizacji zamieniono maszt na dwa nowe. Na końcu pokładu nadbudówki umieszczona była druga wieża działka przeciwlotniczego, natomiast pokład rufowy był roboczy. Po modernizacji na rufie urządzono lądowisko dla śmigłowca. Okręty mają wzmocnienia lodowe – klasę lodową 1A i mogą łamać lód o grubości do 40 cm. Kadłub wykonany jest ze stali, a nadbudówka ze stopów lekkich.
Wyporność okrętów określana była jako 1000 ts standardowa i 1330 ts pełna. Późniejsze źródła po modernizacji podają wyporność pełną 1473 ton. Długość całkowita wynosiła 77 m, a na linii wodnej 69,6 m. Po modernizacji, ze stałym dziobem długość wzrosła do 77,8 m. Szerokość wynosi 11,6 m, a zanurzenie 3 m.
Załoga okrętów liczyła pierwotnie 45 osób. Późniejsze publikacje podają 70 osób, a nowsze 66 osób.

### Uzbrojenie
Zasadnicze uzbrojenie stanowiło do 150 min morskich, które mogą być przenoszone na czterech torach minowych. Nowsze opracowania podają 200 min kontaktowych (typów S 43-55, 541, 558) lub niekontaktowych (typów Seamine 2004 lub PM 90).

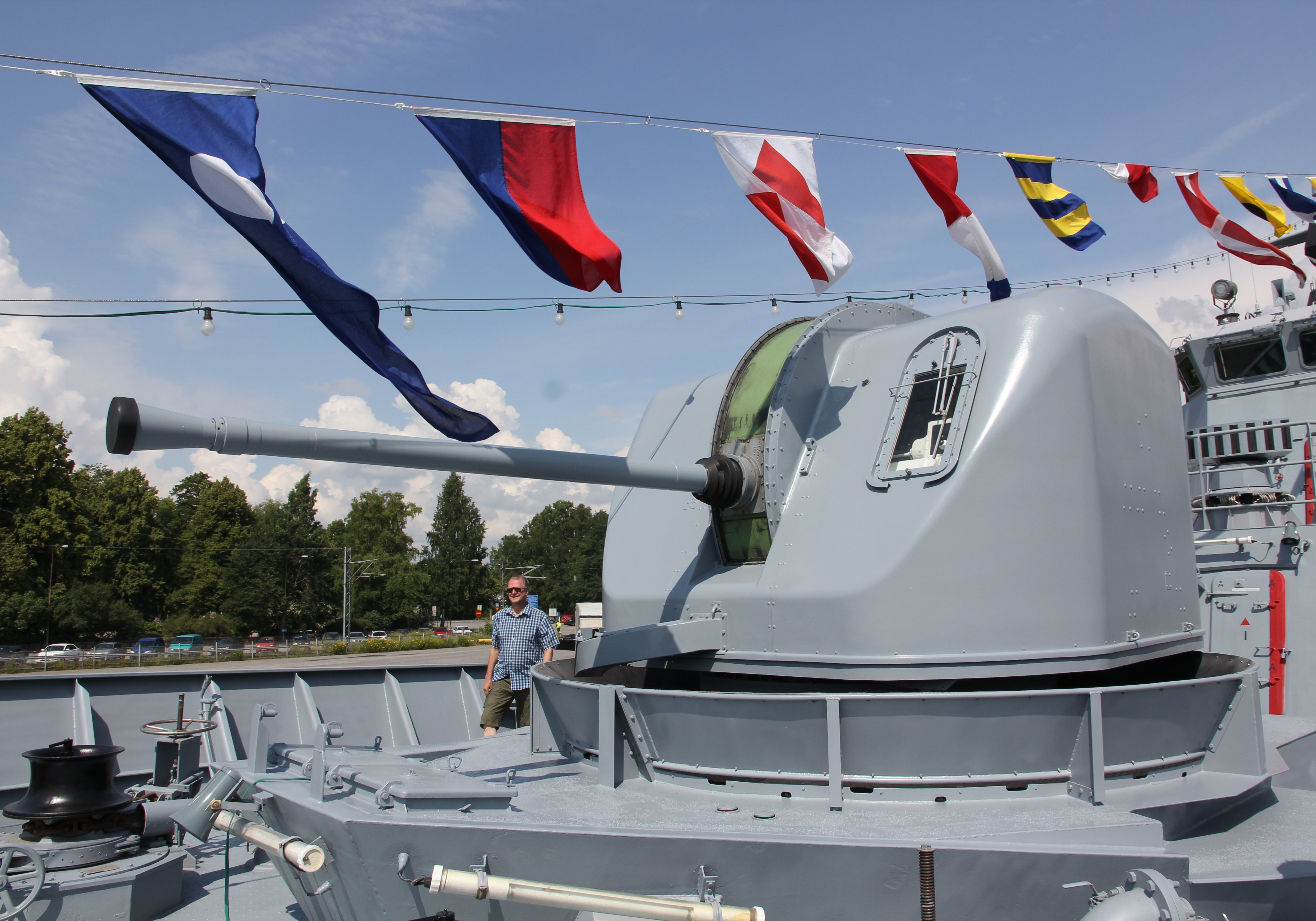
Armata 57 mm Bofors Mk 1

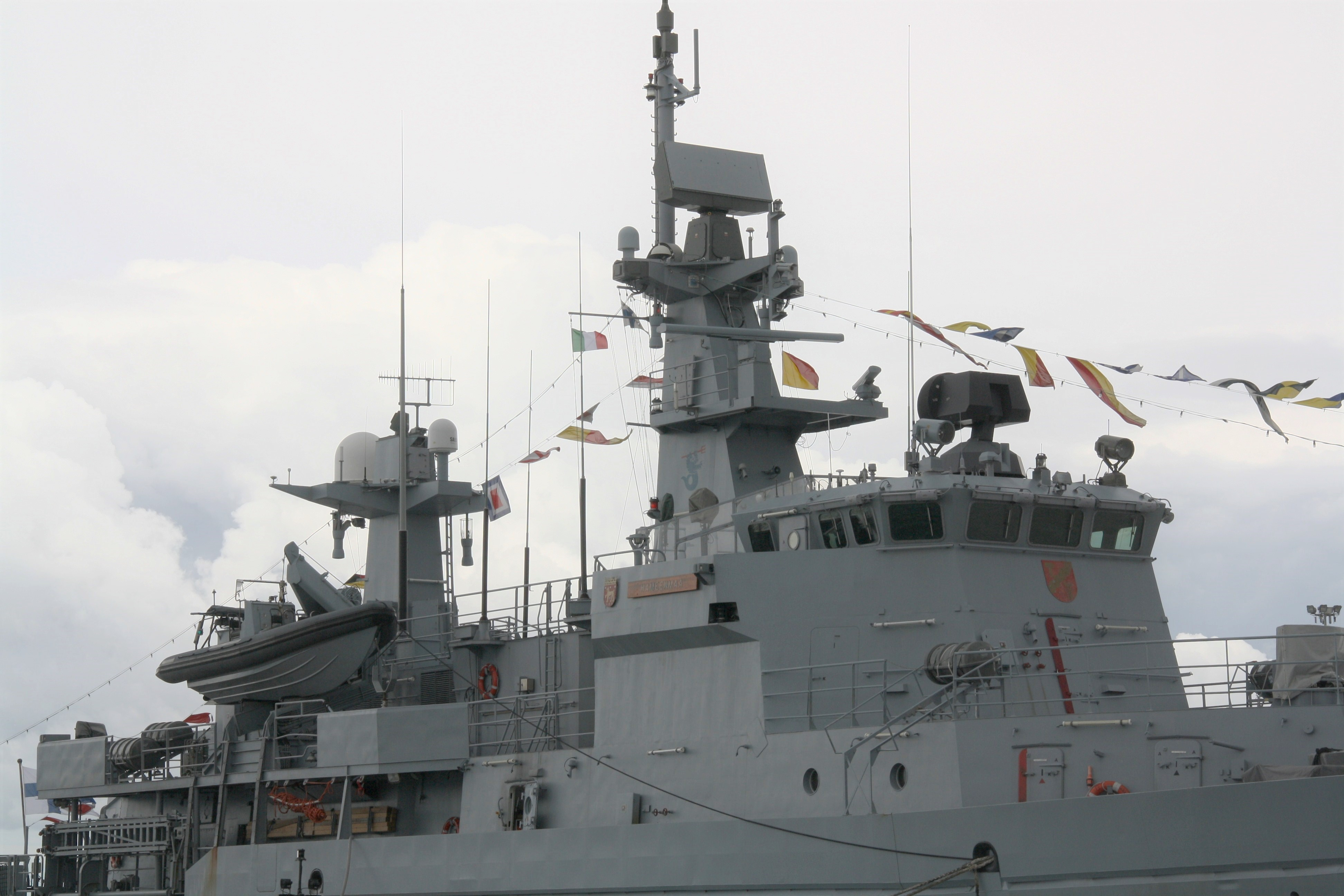
Mostek „Hämeenmaa” po modernizacji

Uzbrojenie artyleryjskie służy jedynie do samoobrony i stanowiły je początkowo dwie pojedyncze armaty przeciwlotnicze 40 mm Bofors o długości lufy L/70 umieszczone w wieżach na pokładzie dziobowym oraz końcu pokładu nadbudówki. Miały szybkostrzelność do 300 strz./min i donośność do 12 km, a strzelały pociskami o masie 0,9 kg. Uzupełniały je cztery armaty przeciwlotnicze 23 mm L/87 produkcji Sako (pochodna ZU-23-2), w dwóch podwójnie sprzężonych stanowiskach, na piętrze nadbudówki na dziobie oraz na nadbudówce rufowej. Po modernizacji zastąpiono wszystkie armaty małokalibrowe przez jedną armatę uniwersalną kalibru 57 mm Bofors Mk 1 L/70 w wieży na pokładzie dziobowym. Ma ona szybkostrzelność do 220 strz./min, donośność do 17 km i strzela pociskami o masie 2,6 kg. Do zwalczania zagrożeń asymetrycznych, uzupełniają ją dwa granatniki automatyczne 40 mm oraz dwa karabiny maszynowe kalibru 12,7 mm.
W celu samoobrony przed lotnictwem okręty ponadto były wyposażone w sześcioprowadnicową wyrzutnię Sadral francuskich pocisków przeciwlotniczych bardzo krótkiego zasięgu Mistral, umieszczoną na małej pokładówce na pokładzie rufowym. Pociski samonaprowadzające się na podczerwień mają głowicę o masie 3 kg i zasięg do 4 km. Wyrzutnia ta mogła być również zamieniana na trzecie podwójne stanowisko działek 23 mm. Po modernizacji zastąpiono ją przez ośmiokomorową wyrzutnię pionową południowoafrykańskich pocisków przeciwlotniczych krótkiego zasięgu samonaprowadzających się na podczerwień Umkhonto (zasięg do 12 km, głowica bojowa o masie 23 kg).
Do zwalczania okrętów podwodnych służą dwie rosyjskie pięciolufowe wyrzutnie rakietowych bomb głębinowych RBU-1200, o zasięgu 1200 m i głowicy bojowej o masie 34 kg. Umieszczone są na pokładzie dziobowym na burtach, za wieżą działa. Uzupełniają je dwie zrzutnie dla 16 bomb głębinowych. Nowsza literatura podaje dwie zrzutnie dla 8 bomb głębinowych.

### Wyposażenie
Okręty początkowo miały trzy radary nawigacyjne i dozoru nawodnego Selesmar ARPA pracujące w paśmie I. Po modernizacji zastosowano trzy radary tej klasy Furuno 2827/2837S pracujące w paśmie E/F/I oraz dodano radar dozoru powietrznego EADS TRS-3D (pasmo G). Do wykrywania celów podwodnych, w tym min, okręty mają sonar kadłubowy Simrad wysokiej częstotliwości.
Do kierowania uzbrojeniem służył dalocelownik optroniczny Radamec System 2400 dla armat 40 mm i dwa celowniki optyczne Galileo dla działek 23 mm. Po modernizacji zastosowano dalocelownik optroniczny Saab Ceros oraz skaner podczerwieni Sagem EOMS. Podczas modernizacji okręty otrzymały ponadto system informacji bojowej EADS ANCS 2000.
Okręty w zakresie walki radioelektronicznej wyposażono w dwie wyrzutnie zakłócające i flar ML/Wallop Superbarricade oraz system wykrywania emisji elektromagnetycznych (ESM) MEL Matilda. Po modernizacji zastosowano dwie wyrzutnie zakłócające Rheinmetall MASS-2L i system wykrywania emisji oraz zakłócania (ESM/ECM) Thales SIEW. 

### Napęd
Napęd stanowią dwa silniki wysokoprężne Wärtsila 16V22 o łącznej mocy ciągłej 6300 KM (4633 kW). Napędzają one dwie śruby nastawne KaMeWa, pozwalając na osiąganie prędkości maksymalnej 20 węzłów. Ponadto okręty są wyposażone w dziobowy pędnik o mocy 247 KM (184 kW).